# Мерал Узеири-Ферати
Мерал Узеири-Ферати (на албански: Meral Uzeiri-Ferati, на македонска литературна норма: Мерал Узеири-Ферати) е лекарка и политик от Северна Македония от албански произход.

## Биография
Родена е на 9 юли 1975 година в град Тетово, тогава във Социалистическа федеративна република Югославия, днес в Северна Македония. Завършва медицина и работи като акушер-гинеколожка.
В 2014 година е избрана за депутат от Демократическата партия на албанците в Събранието на Република Македония. През ноември 2017 година отново е избрана за депутат на мястото на Бардул Даути.